# Aree naturali protette in Sudafrica

## Aree naturali protette in Sudafrica

### Parchi transnazionali
vedi anche  Parchi transnazionali africani.
- Parco transfrontaliero ǀAi-ǀAis/Richtersveld (Namibia e Sudafrica)
- Parco transfrontaliero Kgalagadi (Botswana e Sudafrica)
- Limpopo/Shashe Transfrontier Conservation Areas (Botswana, Sudafrica e Zimbabwe)
- Parco transfrontaliero del Grande Limpopo (Mozambico, Sudafrica e Zimbabwe)
- Maloti-Drakensberg Transfrontier Conservation Area (Lesotho e Sudafrica)  maloti.org,  https://web.archive.org/web/20051201025503/http://www.maloti.org/ (archiviato dall'url originale il 1º dicembre 2005).

### Parchi nazionali
- Parco nazionale degli Elefanti di Addo
- Parco nazionale Agulhas
- Parco nazionale Augrabies Falls
- Parco nazionale dei Bontebok
- Parco nazionale Camdeboo
- Parco nazionale Garden Route
- Parco nazionale Golden Gate Highlands
- Parco nazionale del Karoo
- Parco nazionale Kruger
- Parco nazionale Mapungubwe
- Parco nazionale Marakele
- Parco nazionale Mokala
- Parco nazionale Mountain Zebra
- Parco nazionale Namaqua
- Parco nazionale Table Mountain
- Parco nazionale Tankwa Karoo
- Parco nazionale Tsitsikamma
- Parco nazionale West Coast

### Parchi provinciali
- Riserva Naturale di Spioenkop - (provincia del KwaZulu-Natal)
- Ithala Game Reserve - (provincia del KwaZulu-Natal)
- Parco di Hluhluwe-Imfolozi

### Altre aree naturali e strutture ricettive private (collegamenti esterni)
- Madikwe Game Reserve, su madikwe.com.
- Makalali Game Reserve, su makalali.co.za.
- Mabula Game Reserve - Northern Province, su mabula.com.
- Mala Mala Game Reserve – Mpumalanga, su malamala.com.
- Motswari Game Reserve, su motswari.co.za.
- Royal Malewane, su royalmalewane.com.
- Sabi Sabi Game Reserve – Mpumalanga, su sabisabi.com.
- Shamwari Game Reserve, su shamwari.com.
- Singita Private Game Reserve – Mpumalanga, su singita.co.za.
- Tanda Tula Game Lodge [collegamento interrotto], su tandtula.co.za.
- Thornybush Game Reserve – Mpumalanga, su thornybush.co.za.
- Tswalu Private Desert Reserve, su tswalu.co.za. URL consultato il 16 febbraio 2019 (archiviato dall'url originale il 15 giugno 2007).
- Ulusaba Game Reserve – Mpumalanga, su ulusaba.com.
- White Elephant Lodge, su whiteelephant.co.za.
- Zulu Nyala Game Reserve, su zulunyala.com.
- Cederberg Wilderness Area, su capenature.co.za.
- Grootvadersbosch Nature Reserve, su capenature.co.za.
- Outeniqua Nature Reserve, su capenature.co.za.
- Knysna National Lake Area
- iSimangaliso Wetland Park
- Riserva naturale di Timbavati
- Riserva naturale di De Hoop